# Puchar Narodów Afryki 2017 (kwalifikacje)/Grupa G
W grupie G eliminacji Pucharu Narodów Afryki 2017 grają:
- Nigeria
- Egipt
- Tanzania
- Czad

Czad wycofał się w trakcie kwalifikacji, za co otrzymał karę 20 000 dolarów i został wykluczony z uczestnictwa w kolejnej edycji tego turnieju. W związku z tym wszystkie mecze tej drużyny zostały unieważnione

## Tabela
| Msc. | Zespół   | M | W | R | P | Br+ | Br- | +/- | Pkt |
| ---- | -------- | - | - | - | - | --- | --- | --- | --- |
| 1    | Egipt    | 4 | 3 | 1 | 0 | 7   | 1   | +6  | 10  |
| 2    | Nigeria  | 4 | 1 | 2 | 1 | 2   | 2   | 0   | 5   |
| 3    | Tanzania | 4 | 0 | 1 | 3 | 0   | 6   | -6  | 1   |
| 4    | Czad     | 0 | 0 | 0 | 0 | 0   | 0   | 0   | 0   |

## Wyniki
| 14 czerwca 2015 19:00 CET | Egipt · Rabia 61' · Morsi 65' · Salah 70' | 3:0(0:0)Raport | Tanzania | Stadion Borg El Arab, Aleksandria Sędzia: Bamlak Tessema Weyesa |
|                           |                                           |                |          |                                                                 |

| 5 września 2015 15:30 CET | Tanzania | 0:0(0:0)Raport | Nigeria | Benjamin Mkapa National Stadium, Dar es Salaam Sędzia: Louis Hakizimana |
|                           |          |                |         |                                                                         |

| 25 marca 2016 17:00 CET | Nigeria · Oghenekaro 60' | 1:1(0:0)Raport | Egipt · 90+1' Salah | Ahmadou Bello Stadium, Kaduna Sędzia: Janny Sikazwe |
|                         |                          |                |                     |                                                     |

| 29 marca 2016 19:00 CET | Egipt · Sobhi 66' | 1:0(0:0)Raport | Nigeria | Stadion Borg El Arab, Aleksandria Sędzia: Daniel Frazer Bennett |
|                         |                   |                |         |                                                                 |

| 4 czerwca 2016 15:00 CET | Tanzania | 0:2(0:1)Raport | Egipt · 44', 59' Salah | Benjamin Mkapa National Stadium, Dar es Salaam Sędzia: Eric Otogo-Castane |
|                          |          |                |                        |                                                                           |

| 3 września 2016 18:00 CET | Nigeria · Iheanacho 79' | 1:0(0:0)Raport | Tanzania | Akwa Ibom Stadium, Uyo Sędzia: Mehdi Abid Charef |
|                           |                         |                |          |                                                  |